# DB Dialog
Die DB Dialog GmbH betreibt fast alle telefonischen Ansprechstellen im Personenverkehr der Deutschen Bahn, unter anderem die zentrale Hotline des Personenverkehrs, die Mobilitätshotline sowie die allgemeine Telefonauskunft des Konzerns. Im Geschäftsjahr 2005 wickelte das Unternehmen nach eigenen Angaben rund zwölf Millionen Kundenkontakte ab. Alleiniger Gesellschafter ist die DB Vertrieb GmbH, eine Tochtergesellschaft der Deutschen Bahn.

## Entwicklung
Im Frühjahr 1993 richteten die Deutschen Bahnen bundesweit 69 telefonische Auskunftsstellen ein, die über die einheitliche Rufnummer 19 4 19 erreicht werden konnten. Im gleichen Jahr wurden die Reiseauskunftsstellen an 17 Standorten zusammengefasst, bei einem Bedienradius von etwa 50 km. Für die Einrichtung der Auskunftsstellen, die in der Regel täglich zwischen 6 und 22 Uhr besetzt waren, wurden 300 zusätzliche Mitarbeiter eingestellt. Insgesamt erteilten rund 600 Mitarbeiter etwa 100.000 Fahrplanauskünfte täglich. Neben Auskünften war auch die Buchung von Fahrscheinen und Reservierungen möglich.
Das Unternehmen wurde im September 1996 unter dem Namen DB Dialog Telefonservice GmbH mit Sitz in Schwerin und 90 Mitarbeitern gegründet. Insgesamt 75 örtliche Reiseauskunfts-Stellen der Bahn gingen in den folgenden Jahren an das Unternehmen über.
Anfang 2004 einigte sich die Unternehmensführung mit den Sozialpartnern auf ein Sanierungskonzept für das Unternehmen. Demnach sollten sieben von 13 Callcentern ab April 2004 geschlossen werden. Den rund 450 betroffenen Mitarbeitern sollten andere Arbeitsplätze angeboten werden. Insgesamt beschäftigte das Unternehmen Anfang 2004 1600 Mitarbeiter.
2005 übernahm das Unternehmen den zuvor ausgegliederten Service für bahn.comfort-Kunden mit anfänglich 70 Mitarbeitern. 2006 wurde ein erster konzernexterner Kunde gewonnen. Die Einwerbung weiterer Leistungen für nicht bahneigene Unternehmen ist erklärtes Ziel der Gesellschaft. 
2006 beschäftigt DB Dialog rund 1400 Mitarbeiter an sechs Standorten (Berlin, Frankfurt, Hamm, Hannover, Karlsruhe, Schwerin). Das größte Callcenter, mit rund 500 Mitarbeitern, wird in Schwerin betrieben (Stand: Februar 2007).
Seit dem 1. März 2007 ist auch die Ansprechstelle für den BahnCard-Service mit etwa 450 Mitarbeitern bei DB Dialog angesiedelt.
Das Unternehmen unterhält auch den Kundendialog, die zentrale Ansprechstelle für Kundenanliegen und Schnittstelle zu den Fachabteilungen der Deutschen Bahn. Aus Servicecentern in Hannover und Berlin bearbeiten 190 Mitarbeiter täglich rund 2.300 Kundeneingaben (2007: 851.976). Zwei Drittel der Kundenkontakte gehen per Telefon ein, der Rest per Brief und E-Mail.
2012 wurde das Unternehmen in DB Dialog GmbH umbenannt.

## Umsatz- und Mitarbeiterzahlen
| Geschäftsjahr | Umsatz in Mio. Euro | Mitarbeiter zum 31.12. |
| ------------- | ------------------- | ---------------------- |
| 2001          | 53,2                | 1509                   |
| 2002          | 62,8                | 1913                   |
| 2003          | 65,9                | 1395                   |
| 2004          | 54,0                | 1255                   |
| 2005          | 42,3                | 1045                   |
| 2007          | 61                  | 1800                   |

Quelle: Jeweilige Geschäftsberichte der Deutschen Bahn AG